# Élections législatives de 1997 dans le Cher
Les élections législatives françaises de 1997 se déroulent le 25 mai et le 1er juin 1997. Dans le département du Cher, trois députés sont à élire dans le cadre de trois circonscriptions.

## Élus
| Circonscription | Député sortant        | Parti | Parti    | Député élu ou réélu  | Parti | Parti |
| --------------- | --------------------- | ----- | -------- | -------------------- | ----- | ----- |
| 1re             | Yves Fromion          |       | RPR      | Yves Fromion         |       | RPR   |
| 2e              | Franck Thomas-Richard |       | UDF (PR) | Jean-Claude Sandrier |       | PCF   |
| 3e              | Serge Lepeltier       |       | RPR      | Yann Galut           |       | PS    |

## Résultats

### Résultats à l'échelle du département
| Parti          | Parti                              | Premier tour | Premier tour | Second tour | Second tour | Sièges |
| Parti          | Parti                              | Voix         | %            | Voix        | %           | Sièges |
| -------------- | ---------------------------------- | ------------ | ------------ | ----------- | ----------- | ------ |
|                | Parti socialiste                   | 30 268       | 20,86        | 56 202      | 36,57       | 1      |
|                | Parti communiste français          | 29 700       | 20,47        | 25 993      | 16,91       | 1      |
|                | Mouvement des citoyens             | 4 828        | 3,33         |             |             | 0      |
|                | Les Verts                          | 1 361        | 0,94         | 0           |             |        |
|                | Gauche plurielle                   | 66 157       | 45,60        | 82 195      | 53,48       | 2      |
|                |                                    |              |              |             |             |        |
|                | Rassemblement pour la République   | 33 261       | 22,93        | 52 418      | 34,11       | 1      |
|                | Union pour la démocratie française | 11 791       | 8,13         | 19 066      | 12,41       | 0      |
|                | La Droite indépendante             | 5 102        | 3,52         |             |             | 0      |
|                | Divers droite                      | 1 270        | 0,88         | 0           |             |        |
|                | Droite parlementaire               | 51 424       | 35,45        | 71 484      | 46,52       | 1      |
|                |                                    |              |              |             |             |        |
|                | Front national                     | 19 906       | 13,72        |             |             | 0      |
|                | Lutte ouvrière                     | 6 313        | 4,35         | 0           |             |        |
|                | Génération écologie                | 1 267        | 0,87         | 0           |             |        |
|                |                                    |              |              |             |             |        |
| Inscrits       | Inscrits                           | 224 638      | 100,00       | 224 560     | 100,00      | 3      |
| Abstentions    | Abstentions                        | 70 508       | 31,39        | 60 717      | 27,04       |        |
| Votants        | Votants                            | 154 130      | 68,61        | 163 843     | 72,96       |        |
| Blancs et nuls | Blancs et nuls                     | 9 063        | 5,88         | 10 164      | 6,2         |        |
| Exprimés       | Exprimés                           | 145 067      | 94,12        | 153 679     | 93,8        |        |

### Résultats par circonscription

#### Première circonscription (Bourges - Aubigny-sur-Nère)
| Candidat       | Candidat              | Parti          | Premier tour | Premier tour | Second tour | Second tour |  |
| Candidat       | Candidat              | Parti          | Voix         | %            | Voix        | %           |  |
| -------------- | --------------------- | -------------- | ------------ | ------------ | ----------- | ----------- |  |
|                | Yves Fromion élu      | RPR            | 15 646       | 32,83        | 25 410      | 50,76       |  |
|                | Roland Hodel          | PS             | 9 537        | 20,01        | 24 649      | 49,24       |  |
|                | Maxime Camuzat        | PCF            | 8 764        | 18,39        |             |             |  |
|                | Jean d'Ogny           | FN             | 6 586        | 13,82        |             |             |  |
|                | Sylvie Cerveau        | LO             | 1 809        | 3,8          |             |             |  |
|                | Yves Roussel          | LDI (MPF)      | 1 762        | 3,7          |             |             |  |
|                | Joël Crotte           | Les Verts      | 1 361        | 2,86         |             |             |  |
|                | Paulin Paris          | GÉ             | 1 267        | 2,66         |             |             |  |
|                | Jean-François Badouin | MDC            | 919          | 1,93         |             |             |  |
|                | Albert Sadtchikoff    | Divers droite  | 4            | 0,01         |             |             |  |
|                |                       |                |              |              |             |             |  |
| Inscrits       | Inscrits              | Inscrits       | 73 706       | 100,00       | 73 673      | 100,00      |  |
| Abstentions    | Abstentions           | Abstentions    | 23 295       | 31,61        | 20 138      | 27,33       |  |
| Votants        | Votants               | Votants        | 50 411       | 68,39        | 53 535      | 72,67       |  |
| Blancs et nuls | Blancs et nuls        | Blancs et nuls | 2 756        | 5,47         | 3 476       | 6,49        |  |
| Exprimés       | Exprimés              | Exprimés       | 47 655       | 94,53        | 50 059      | 93,51       |  |

#### Deuxième  circonscription (Vierzon)
| Candidat       | Candidat                      | Parti          | Premier tour | Premier tour | Second tour | Second tour |  |
| Candidat       | Candidat                      | Parti          | Voix         | %            | Voix        | %           |  |
| -------------- | ----------------------------- | -------------- | ------------ | ------------ | ----------- | ----------- |  |
|                | Jean-Claude Sandrier élu      | PCF            | 12 795       | 29,77        | 25 993      | 57,69       |  |
|                | Franck Thomas-Richard sortant | UDF (PR)       | 11 791       | 27,43        | 19 066      | 42,31       |  |
|                | Marie-Hélène Bodin            | PS             | 7 005        | 16,3         |             |             |  |
|                | François Scheid               | FN             | 6 494        | 15,11        |             |             |  |
|                | Régis Robin                   | LO             | 2 243        | 5,22         |             |             |  |
|                | Françoise Tessiot             | LDI (MPF)      | 1 441        | 3,35         |             |             |  |
|                | Claude Debéda                 | MDC            | 1 209        | 2,81         |             |             |  |
|                | Christian Raffestin           | Divers droite  | 2            | 0            |             |             |  |
|                |                               |                |              |              |             |             |  |
| Inscrits       | Inscrits                      | Inscrits       | 67 045       | 100,00       | 67 021      | 100,00      |  |
| Abstentions    | Abstentions                   | Abstentions    | 21 373       | 31,88        | 18 690      | 27,89       |  |
| Votants        | Votants                       | Votants        | 45 672       | 68,12        | 48 331      | 72,11       |  |
| Blancs et nuls | Blancs et nuls                | Blancs et nuls | 2 692        | 5,89         | 3 272       | 6,77        |  |
| Exprimés       | Exprimés                      | Exprimés       | 42 980       | 94,11        | 45 059      | 93,23       |  |

#### Troisième circonscription (Saint-Amand-Montrond)
| Candidat       | Candidat                | Parti          | Premier tour | Premier tour | Second tour | Second tour |  |
| Candidat       | Candidat                | Parti          | Voix         | %            | Voix        | %           |  |
| -------------- | ----------------------- | -------------- | ------------ | ------------ | ----------- | ----------- |  |
|                | Serge Lepeltier sortant | RPR            | 17 615       | 32,36        | 27 008      | 46,12       |  |
|                | Yann Galut élu          | PS             | 13 726       | 25,22        | 31 553      | 53,88       |  |
|                | Rémy Perrot             | PCF            | 8 141        | 14,96        |             |             |  |
|                | François Drougard       | FN             | 6 826        | 12,54        |             |             |  |
|                | Denis Durand            | MDC            | 2 700        | 4,96         |             |             |  |
|                | Colette Cordat          | LO             | 2 261        | 4,15         |             |             |  |
|                | Henri Deffontaines      | LDI (MPF)      | 1 899        | 3,49         |             |             |  |
|                | Gisèle Néron            | Divers droite  | 1 264        | 2,32         |             |             |  |
|                |                         |                |              |              |             |             |  |
| Inscrits       | Inscrits                | Inscrits       | 83 887       | 100,00       | 83 866      | 100,00      |  |
| Abstentions    | Abstentions             | Abstentions    | 25 840       | 30,8         | 21 889      | 26,1        |  |
| Votants        | Votants                 | Votants        | 58 047       | 69,2         | 61 977      | 73,9        |  |
| Blancs et nuls | Blancs et nuls          | Blancs et nuls | 3 615        | 6,23         | 3 416       | 5,51        |  |
| Exprimés       | Exprimés                | Exprimés       | 54 432       | 93,77        | 58 561      | 94,49       |  |